# مروان كندي
مروان‌ كندي هي قرية في مقاطعة مياندوآب، إيران. يقدر عدد سكانها بـ 332 نسمة بحسب إحصاء 2016.